# Masad
Masad es un apellido de la región sur de Palestina, significa los dichosos, prósperos o felices.
Dicha familia conocida y propietaria de tierras en Jaffa y Gaza.

## Historia
En 1798 el emperador francés Napoleón Bonaparte dirigió una expedición a Egipto que se encontraba bajo el dominio turco, para cortar la ruta británica hacia la India. Aunque conquistó este país, su flota fue destruida por el almirante británico Horatio Nelson y el militar francés quedó aislado en el norte de África tras ser derrotado en la batalla del Nilo, y hostigado por la marina inglesa decide retirarse de Egipto en 1801. Para evitar enfrentarse a las poderosos barcos británicos, envía parte de sus tropas hacia Palestina para viajar a Francia vía el puerto palestina de Akka (San Juan de Acre). Durante la travesía por el sur de Palestina, Napoleón tuvo que negociar su paso con las autoridades locales entre ellos se encontraba Salmán Masad. De acuerdo a los antecedentes históricos que hoy se encuentran en la Universidad Americana de Beirut (Líbano), Salmán logró convencer a Napoleón a desviar su trayectoria para evitar que el paso de las tropas destruya los campos y cosechas de la región. Esto le mereció una condecoración por parte del emperador Bonaparte. Ésta se encuentra en el museo de la Universidad Americana de Beirut.
- Datos: Q6005239